# دانديفايد يم
دانْديفايدْ يَمْ  (بالإنجليزية: Dandified YUM)‏ أو اختصارًا دي إن إف (بالإنجليزية: DNF)‏ هو الإصدارة الأحدث من يلو دوج أبداتر وهو نظام إدارة الحزم للتوزيعات المعتمدة على مدير حزم آر بي إم. قُدم في فيدورا 18 وأصبح نظام إدارة الحزم الافتراضي لفيدورا منذ إصدارها الـ22. يهدف دي إن إف إلى حل مشاكل سابقه يَمْ ومنها أداؤه الضعيف واستهلاكه لمساحة تخزينية كبيرة وبطئ عملية حل الاعتماديات الخاصة به. يستخدم دي إن إف مكتبة ليب-ريسولف libresolv وهي مكتبة حل اعتماديات خارجية.